# الروابط بين شركاء ترامب والمسؤولين الروس
وجد مكتب التحقيقات الفيدرالي، وتحقيق المستشار الخاص، والعديد من لجان الكونجرس، وجود روابط مريبة متعددة بين مساعدي ترمب ومسؤولين روس أثناء ترشحه لمنصب رئيس الولايات المتحدة لعام 2016،  أثناء تحقيقاتهم في التدخل الروسي في انتخابات الولايات المتحدة لعام 2016. في أعقاب التقارير الاستخباراتية حول التدخل الروسي، خضع ترمب وبعض أعضاء حملته، وشركائه في العمل، والمرشحين لإدارته، وأفراد عائلته لتدقيق مكثف لتحديد ما إذا كانت لديهم تعاملات غير لائقة خلال اتصالاتهم مع مسؤولين روس. أدلى العديد من الأشخاص المرتبطين بحملة ترمب بتصريحات كاذبة حول هذه الروابط وعرقلوا التحقيقات. أسفرت هذه التحقيقات عن العديد من التهم والتهم الجنائية.
بدءًا من عام 2015، بدأت العديد من وكالات الاستخبارات الأجنبية الحليفة في الإبلاغ عن اتصالات سرية بين أعضاء حملة ترمب وعملاء روس معروفين أو مشتبه بهم في مدن أوروبية متعددة. في نوفمبر 2016، ناقض نائب وزير الخارجية الروسي سيرجي ريابكوف إنكار ترمب من خلال تأكيد أن حملة ترمب كانت على اتصال بروسيا، مصرحًا في مقابلة مع وكالة أنباء انترفاكس عام 2016: "من الواضح أننا نعرف معظم الأشخاص من حاشيته"، مضيفًا: "لا أستطيع أن أقول إنهم جميعًا ولكن عددًا غير قليل كانوا على اتصال بممثلين روس".
وصف تقرير لجنة الاستخبارات بمجلس الشيوخ المدعوم من الحزبين بشأن روسيا كيف أن "الاجتماعات السرية والاتصالات مع ممثلي روسيا... أشارت إلى عدم وجود نية تذكر لدى الإدارة القادمة لمعاقبة روسيا على المساعدة التي قدمتها للتو في هجومها غير المسبوق على الديمقراطية الأمريكية". في نهاية المطاف، "لم يثبت" تحقيق مولر "أن أعضاء حملة ترمب تآمروا أو نسقوا مع الحكومة الروسية في أنشطتها للتدخل في الانتخابات".

## ملخص
لسنوات عديدة، جرى تدقيق مكثف في علاقات ترمب بروسيا. وفي مقتطفات من كتاب نُشرت في بوليتيكو، ذكر لوك هاردينغ، المراسل السابق لصحيفة الجارديان في روسيا، أن ملفات جرى رفع السرية عنها في عام 2016 أشارت إلى أن جواسيس تشيكيين تابعوا عن كثب ترمب وزوجته آنذاك إيفانا ترمب في مانهاتن وأثناء رحلات إلى تشيكوسلوفاكيا في الفترة التي تلت زواجهما في عام 1977. كما تم الاستشهاد بناتاليا وإيرينا دوبينين، ابنتي السفير السوفيتي آنذاك يوري دوبينين، حيث أشرن إلى أن لقاءً بدا عابرًا بين والدهما وترمب في خريف عام 1986 كان جزءًا من مهمة دوبينين لإقامة اتصال مع النخبة التجارية الأمريكية، بالإضافة إلى جهود حثيثة من الحكومة السوفيتية لاستمالة ترمب على وجه الخصوص.
استمر هذا الجهد من خلال سلسلة من الأحداث اللاحقة، الموثقة أيضًا في كتاب دونالد ترمب "فن الصفقة"، بما في ذلك اجتماع عُقد عام 1986 بين السفير وترمب في برج ترمب، بالإضافة إلى دعوة دوبينين اللاحقة لترمب لزيارة موسكو (وهي الزيارة التي تمت بتنظيم من شركة "إنتوريست" التابعة للجنة أمن الدولة والممثل الروسي الدائم المستقبلي لدى الأمم المتحدة فيتالي تشوركين). يؤكد هاردينغ أيضًا أن "أعلى مستويات السلك الدبلوماسي السوفييتي رتبت زيارته إلى موسكو عام 1987. وبمساعدة من الكي جي بي... أراد رئيس جهاز الاستخبارات [فلاديمير كريوتشكوف] أن يعمل موظفو الكي جي بي في الخارج على تجنيد المزيد من الأمريكيين". كما استشهد هاردينغ بترمب، الذي كتب في كتابه "فن الصفقة"، أن الرحلة شملت جولة في "ستة مواقع محتملة لبناء فندق، بما في ذلك عدة مواقع قريبة من الميدان الأحمر"، مشيرًا إلى أنه "أُعجب بطموح المسؤولين السوفييت لإبرام صفقة".
بحلول 19 أبريل 2019، وثَّقت صحيفة نيويورك تايمز أن "دونالد جيه. ترمب و18 من معاونيه أجروا ما لا يقل عن 140 اتصالًا مع مواطنين روس وويكيليكس أو وسطائهم خلال حملة عام 2016 والانتقال الرئاسي".
وثَّق مشروع موسكو - وهو مبادرة تابعة لصندوق عمل مركز التقدم الأمريكي - بحلول 3 يونيو 2019، "272 اتصالًا بين فريق ترمب وعملاء مرتبطين بروسيا ... بما في ذلك ما لا يقل عن 38 اجتماعًا. ... لم يتم الإبلاغ عن أي من هذه الاتصالات إلى السلطات المختصة على الإطلاق. وبدلًا من ذلك، حاول فريق ترمب التستر على كل واحد منها".
أفادت صحيفة نيويورك تايمز في يونيو 2021 بأن وزارة العدل في عهد إدارة ترمب قد استدعت خلال عامي 2017 و2018 بيانات وصفية من حسابات آي كلاود لما لا يقل عن اثني عشر شخصًا مرتبطين بلجنة الاستخبارات بمجلس النواب، بما في ذلك حسابات العضوين الديمقراطيين البارزين آدم شيف وإريك سوالويل، وأفراد من عائلاتهم، وذلك في إطار تحقيقات حول تسريبات للصحافة تتعلق بالاتصالات بين معاوني ترمب وروسيا. لم تُثبت سجلات التحقيق أي إدانات بحق أشخاص مرتبطين باللجنة، ولكن مع تولي وليام بي بار منصب المدعي العام، أُعيد إحياء هذا الجهد، بما في ذلك تعيين مدعٍ فيدرالي ونحو ستة آخرين في فبراير 2020. وأشارت الصحيفة إلى أنه باستثناء قضايا الفساد، فإن استدعاء معلومات الاتصالات الخاصة بأعضاء الكونغرس يُعد أمرًا نادر الحدوث تقريبًا، وأن بعض العاملين في وزارة العدل اعتبروا أن نهج بار كان مدفوعًا بدوافع سياسية.
وفي اليوم التالي لنشر تقرير نيويورك تايمز، أعلن المفتش العام لوزارة العدل، مايكل هورويتز، عن فتح تحقيق في الأمر.

### المراقبة الأجنبية للأهداف الروسية في الفترة 2015-2016
في أواخر عام 2015، استخدمت وكالة التنصت البريطانية، خلال المراقبة الروتينية لـ "عملاء معروفين في الكرملين موجودين بالفعل على الشبكة"، وسائل "الاستخبارات الإلكترونية" لجمع معلومات عن هذه الأهداف الروسية. وتبين أن "الروس كانوا يتحدثون إلى أشخاص مرتبطين بترمب... ووفقًا لمصادر في الولايات المتحدة والمملكة المتحدة، [شكلت تلك المحادثات] نمطًا مثيرًا للريبة". ومرر البريطانيون هذه المعلومات إلى وكالات الاستخبارات الأمريكية.
على مدار الأشهر الستة التالية، بدأ حلفاء أوروبيون وأستراليون في "تمرير معلومات حول أشخاص مقربين من السيد ترمب يعقدون اجتماعات مع روس في هولندا وبريطانيا ودول أخرى". وتم تبادل تقارير عن هذه "الاتصالات بين الدائرة المقربة لترمب والروس" من قبل سبع وكالات استخبارات أجنبية حليفة، يُقال إنها وكالات تابعة لكل من المملكة المتحدة وألمانيا وإستونيا وبولندا وأستراليا وفرنسا وهولندا. كما أفادت صحيفة نيويورك تايمز بأن الوكالات البريطانية والهولندية تمتلك أدلة على اجتماعات بين "مسؤولين روس – وآخرين مقربين من الرئيس الروسي فلاديمير بوتين – ومعاونين للرئيس المنتخب ترمب".
في وقتٍ لاحق، استمعت الاستخبارات الأمريكية إلى محادثات بين روسيين، بعضهم داخل الكرملين، يتناقشون حول اتصالات مع معاوني ترمب،  حيث تباينت آراؤهم بشأن مدى التدخل في الانتخابات.
أعقب ذلك تنفيذ هجمات إلكترونية استهدفت الأنظمة الانتخابية الحكومية، مما دفع إدارة أوباما إلى توجيه اتهام صريح لروسيا بالتدخل. ونظرًا لعدم سماح القانون بمراقبة الاتصالات الخاصة بالمواطنين الأمريكيين دون الحصول على أمر قضائي، "تأخر مكتب التحقيقات الفيدرالي ووكالة المخابرات المركزية في تقدير النطاق الواسع لهذه الاتصالات بين فريق ترمب وموسكو".

### حملة 2016
أشاد ترمب مرارًا وتكرارًا خلال حملته الانتخابية لعام 2016 بالرئيس الروسي فلاديمير بوتين، واصفًا إياه بأنه زعيم قوي. ووصف بيتر كونرادي، في مجلة GQ، هذه العلاقة بأنها "صداقة حميمة بين رجلين".
بين عامي 2013 و2015، صرح ترمب قائلًا: "لدي علاقة مع بوتين"، و"قابلته مرة واحدة"، و"تحدثت بشكل غير مباشر ومباشر مع الرئيس بوتين، الذي كان في غاية اللطف". ومع ذلك، تغير موقفه منذ عام 2016 خلال حملته الانتخابية. ففي مؤتمر صحفي عُقد في يوليو 2016، قال: "لم أقابل بوتين أبدًا، لا أعرف من هو بوتين... لم أتحدث إليه أبدًا"، وفي مقابلة أخرى في يوليو صرح: "ليست لدي علاقة به".
وفي نوفمبر 2016، قال نائب وزير الخارجية الروسي سيرجي ريابكوف لوكالة أنباء إنترفاكس: "من الواضح أننا نعرف معظم الأشخاص من حاشيته"، مضيفًا: "لا أستطيع أن أقول إنهم جميعًا، ولكن عددًا غير قليل منهم ظلوا على اتصال بممثلين روس".

### 2017
ارتبط عدد من مستشاري الرئيس السابق دونالد ترمب، ومن بينهم مستشار الأمن القومي السابق مايكل فلين ومدير الحملة السابق بول مانافورت، بمسؤولين روس أو بفيكتور يانوكوفيتش ومسؤولين أوكرانيين آخرين موالين لروسيا.
ذكرت صحيفة نيويورك تايمز بتاريخ 24 مايو 2017، استنادًا إلى مصادر استخباراتية، أن عملاء روس استمع إليهم خلال الحملة وهم يقولون إن بإمكانهم استخدام مانافورت وفلين للتأثير على ترمب. كما أن أعضاء من حملة ترمب، ومن ثم موظفي البيت الأبيض، وعلى وجه الخصوص فلين وجاريد كوشنر، كانوا على اتصال بمسؤولين في الحكومة الروسية قبل وبعد انتخابات نوفمبر،  بما في ذلك اتصالات لم يُفصح عنها في البداية.

#### تقارير الصحف
أفادت صحيفة وول ستريت جورنال بأن وكالات الاستخبارات التابعة للولايات المتحدة التي تراقب التجسس الروسي وجدت مسؤولين في الكرملين يناقشون معاوني ترمب في ربيع عام 2015. في ذلك الوقت، كان محللو الاستخبارات الأمريكية في حيرة، ولكن لم ينزعجوا، من هذه المحادثات التي تم اعتراضها. في يوليو 2017، أُعيد فحص المحادثات في ضوء اجتماع برج ترمب الذي تم الكشف عنه مؤخرًا والذي ضم دونالد ترمب الابن والمحامية الروسية ناتاليا فيسلنيتسكايا.
ذكرت صحيفة نيويورك تايمز أن العديد من معاوني ترمب، بمن فيهم مانافورت وأعضاء آخرون في حملته، أجروا اتصالات متكررة مع كبار مسؤولي المخابرات الروسية خلال عام 2016، على الرغم من أن المسؤولين قالوا إنه ليس لديهم دليل حتى الآن على أن حملة ترمب تعاونت مع الروس للتأثير على الانتخابات. وصرح مانافورت بأنه لم يلتق عن علم بأي من مسؤولي المخابرات الروسية.

#### لقاءات مع كيسلياك

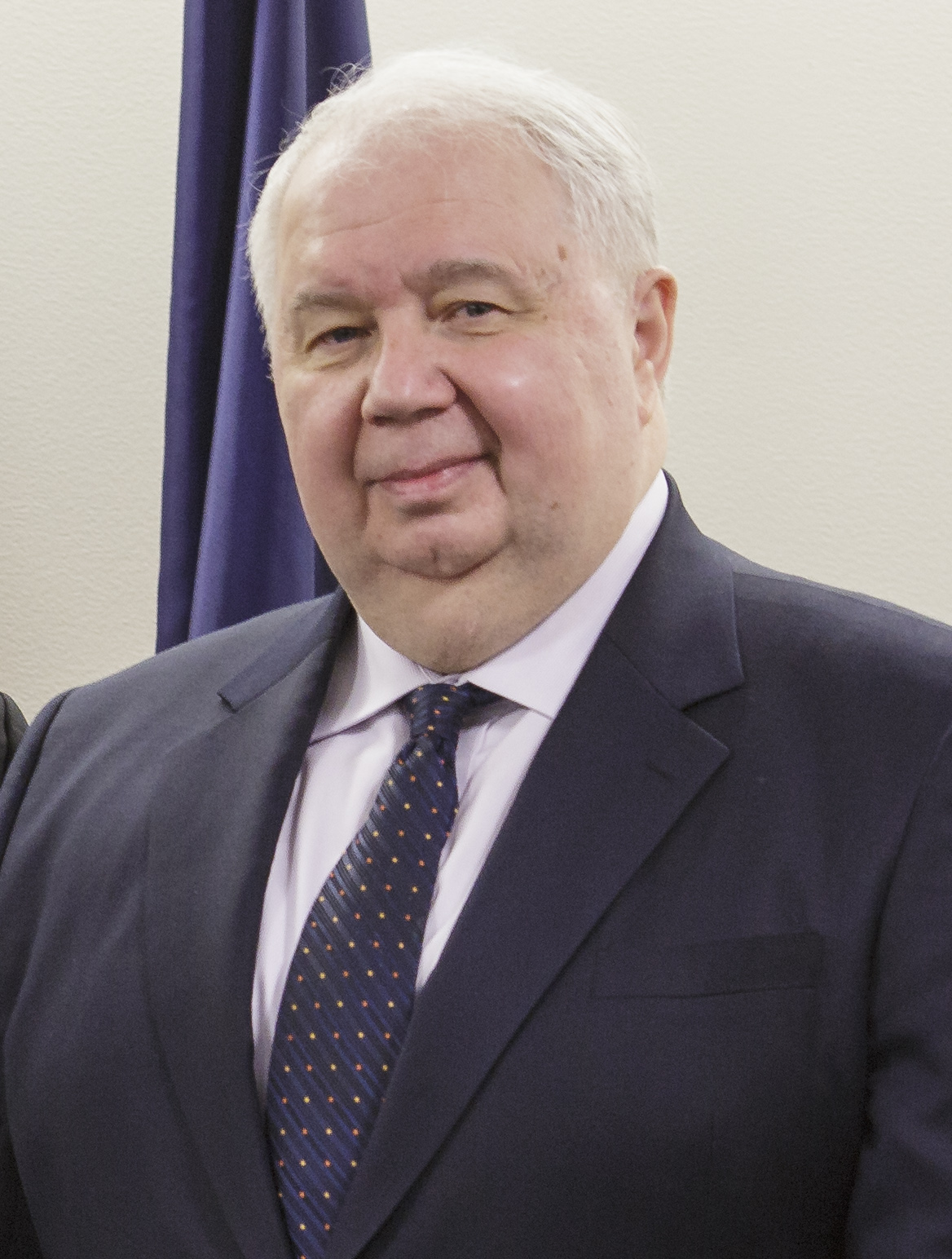
التقى الدبلوماسي الروسي سيرغي كيسلياك مع عدد من المسؤولين الأميركيين.

بعد أن نفى السيناتور جيف سيشنز، الذي كان جزءًا من حملة ترمب، في البداية أي اتصال له بالروس خلال الحملة، على الرغم من أنه التقى بالسفير الروسي سيرجي كيسلياك، وكذب مايكل فلين، وهو أيضًا عضو في الحملة، مرتين بشأن اجتماعات مع كيسلياك، ركزت وسائل الإعلام اهتمامًا سلبيًا على كيسلياك. ويتفق خبراء الأمن القومي "عمومًا على أن سيشنز ومسؤولين آخرين في حملة ترمب تعاملوا مع قضية روسيا بشكل سيئ. ويقولون إنه كان يجب على سيشنز أن يخبر الكونجرس عن اجتماعه مع كيسلياك. ويقولون إن فلين كان متهورًا ومخطئًا بالتحدث مع دبلوماسيين روس حول العقوبات خلال الفترة الانتقالية عندما كان أوباما لا يزال رئيسًا".
صرح المتحدث باسم الكرملين، ديمتري بيسكوف، لشبكة سي إن إن بأنه لم تتم مناقشة "العملية الانتخابية" خلال هذه الاجتماعات، وأن كيسلياك التقى أيضًا "بأشخاص يعملون في مراكز الأبحاث يقدمون المشورة لهيلاري أو يقدمون المشورة لأشخاص يعملون لصالح هيلاري" خلال الحملة.
وبشكل خاص، التقى كيسلياك بالعديد من أعضاء حملة ترمب وأعضاء الفريق الانتقالي والمرشحين للإدارة. وقد قلل الأشخاص المعنيون من أهمية تلك الاجتماعات واعتبروها محادثات روتينية استعدادًا لتولي الرئاسة. وأصدر فريق ترمب ما لا يقل عن عشرين نفيًا بشأن الاتصالات بين حملته ومسؤولين روس؛  تبين لاحقًا أن العديد منها كاذبة.
وردت أنباء عن طلب إدارة ترمب المساعدة من مكتب التحقيقات الفيدرالي في مواجهة التقارير الإخبارية حول الاتصالات المزعومة مع روسيا.
قال السفيران السابقان مايكل ماكفول وجون بايرل إنهما "منزعجان للغاية" من الأدلة على التدخل الروسي في الانتخابات الأمريكية. وأيد كلاهما إجراء تحقيق مستقل في الأمر، لكنهما رفضا باعتبارها "سخيفة" الادعاءات بأن كيسلياك شارك فيه، لا سيما من خلال اجتماعاته مع حملة ترمب: صرح ماكفول قائلًا: "وظيفة كيسلياك هي مقابلة المسؤولين الحكوميين والعاملين في الحملات". وأضاف: "يجب على الناس مقابلة السفير الروسي ومن الخطأ تجريم ذلك أو تثبيط عزيمتهم".

#### اجتماع برج ترمب في ديسمبر 2016
في مارس 2017، كشف البيت الأبيض التابع لترمب عن اجتماع جمع كوشنر وكيسلياك وفلين في برج ترمب في ديسمبر 2016. وذكرت صحيفة الواشنطن بوست أن كوشنر طلب خلال هذا الاجتماع إنشاء قناة اتصالات روسية مشفرة ومباشرة للسماح بالاتصال السري مع روسيا وتجاوز الضمانات المعمول بها من قبل مجتمع الاستخبارات في الولايات المتحدة. وأخبرت بعض المصادر صحيفة البوست أن الغرض من هذا الرابط كان سيسمح لفلين بالتحدث مباشرة إلى المسؤولين العسكريين الروس حول سوريا وقضايا أخرى، بينما أشار آخرون إلى أنه لن يكون هناك سبب لإخفاء مثل هذه المناقشات عن مسؤولي الحكومة الأمريكية المختصين. ووفقًا للمصادر، لم يتم إنشاء قناة الاتصالات هذه بالفعل.
بعد الاجتماع، أرسل كيسلياك تقريرًا عن الاجتماع إلى الكرملين باستخدام ما اعتقد أنها قنوات آمنة، ولكن الاستخبارات الأمريكية اعترضت التقرير. وبحسب ما ورد، فوجئ كيسلياك بالطلب وأعرب عن قلقه بشأن التداعيات الأمنية المحتملة في استخدام أمريكي لاتصالات آمنة بين الكرملين والمواقع الدبلوماسية.

#### مارس 2017
في مارس 2017 صرح مايكل مورل مدير وكالة المخابرات المركزية السابق، بأنه لم يرَ دليلًا على تواطؤ بين ترمب والكرملين، مشيرًا إلى وجود "دخان دون حريق". كما أكد جيمس كلابر الذي كان مديرًا للاستخبارات الوطنية في عهد الرئيس أوباما حتى 20 يناير 2017 في مقابلة مع تشاك تود، عدم وجود دليل على تواطؤ حملة ترمب مع الروس في تقريره الذي شمل وكالات الاستخبارات الكبرى. وأوضح كلابر أن أي دليل جديد ربما ظهر بعد مغادرته الحكومة في 20 يناير 2017، وهو غير مطّلع على تحقيق مكافحة التجسس الذي أشار إليه كومي لاحقًا.

### 2019
بعد مرور 22 شهرًا من التحقيق، قدم المحامي الخاص روبرت مولر تقريره إلى وزارة العدل في 22 مارس 2019. "لم يثبت" التحقيق "أن أعضاء حملة ترمب تآمروا أو نسقوا مع الحكومة الروسية في أنشطتها المتعلقة بالتدخل في الانتخابات".
أمر المدعي العام وليام بي بار مكتب المفتش العام بوزارة العدل الأمريكية بقيادة مايكل أي. هورويتز بالتحقيق في تحقيق مكتب التحقيقات الفيدرالي في حملة دونالد ترمب عام 2016. استند التحقيق إلى حد كبير إلى محادثة جرت في مايو 2016 بين مستشار حملة ترمب جورج بابادوبولوس والدبلوماسي الأسترالي ألكسندر داونر في لندن. وورد أن بابادوبولوس قال إنه سمع أن روسيا لديها آلاف الرسائل الإلكترونية من المرشحة الديمقراطية هيلاري كلينتون. أصدر المفتش العام تقريره في 9 ديسمبر 2019، وخلص إلى أن التحقيق كان مبررًا وتم إجراؤه بشكل صحيح، على الرغم من ارتكاب بعض الأخطاء. رفض بار النتائج الرئيسية من التقرير، على الرغم من أنه لم يستطع أن يأمر هورويتز بتغيير تقريره لأن المفتش العام يعمل بشكل مستقل عن الوزارة.
ووصف الرئيس ترمب التقرير بأنه "عار" وقال إنه ينتظر أن يصدر تحقيق المستشار الخاص في دورهام لإنتاج تقرير. ويرأس التحقيق جون دورام، المدعي العام للولايات المتحدة لمنطقة كونيتيكت.

### 2020
في 17 أغسطس 2020، أسقط روجر ستون استئنافه لإدانات سبع جنايات تتعلق بتحقيق مجلس النواب في العلاقات بين حملة ترمب وروسيا. وجاء ذلك بعد أن خفف ترمب عقوبة سجن ستون لمدة 40 شهرًا وغرامة قدرها 20 ألف دولار.
أصدرت لجنة المخابرات بمجلس الشيوخ الأمريكي تقريرها النهائي في 18 أغسطس 2020. وخلص التقرير إلى وجود علاقات مهمة بين حملة ترمب الرئاسية لعام 2016 وروسيا. وعلى وجه الخصوص، أشاروا إلى أن بول مانافورت قد وظف قسطنطين ف. كيليمنيك، وهو "ضابط مخابرات روسي"، وأن كيليمنيك ربما كان على صلة بعملية القرصنة والتسريب لعام 2016. قاد التحقيق السيناتور ريتشارد بور (جمهوري عن ولاية نورث كارولينا) حتى تنحى بور بسبب تحقيق غير ذي صلة في صفقات أسهم غير قانونية مزعومة: ثم قاد السيناتور ماركو روبيو (جمهوري عن ولاية فلوريدا) اللجنة.

### 2022
في 17 نوفمبر 2022، أدانت هيئة محلفين فيدرالية الناشط السياسي الجمهوري جيسي بينتون بتهمة الاشتراك في مخطط عام 2016 لتحويل أموال روسية إلى حملة دونالد ترمب. ووفقًا لوثائق المحكمة، تسبب بينتون في قيام مواطن أجنبي روسي بتحويل مبلغ 100 ألف دولار إلى شركته الاستشارية، حيث تم التبرع بمبلغ 25 ألف دولار من أموال المواطن الروسي لحملة ترمب.

### 2023
ذكرت صحيفة الغارديان في مارس 2023 أن منذ أكتوبر 2022، كان المدعون العامون في مكتب المدعي العام الأمريكي للمنطقة الجنوبية من نيويورك يحققون في مزاعم وجود علاقات مالية روسية مع مجموعة ترمب للإعلام والتكنولوجيا. وفي ديسمبر 2021، دُفع قرضَان يبلغ مجموعهما 8 ملايين دولار لمجموعة ترمب للإعلام من كيانات غامضة مرتبطة ببوتين بينما كانت الشركة "على وشك الانهيار". دَفَع بنك باكسوم مبلغ مليوني دولار، وهو مملوك جزئيًا لأنطون بوستولنيكوف، قريب ألكسندر سميرنوف، وهو مسؤول حكومي روسي سابق يدير الآن شركة الشحن الروسية روسموربورت. ودَفَع كيان منفصل ظاهريًا، وهو صندوق ES Family Trust، مبلغ 6 ملايين دولار، وكان مديره هو مدير بنك باكسوم في الوقت نفسه.

## أعضاء إدارة ترمب

### مايكل فلين
في ديسمبر 2015، دَفَعت قناة روسيا اليوم، وهي قناة تلفزيونية مدعومة من الكرملين، لميشيل فلين مبلغ 45,000 دولار مقابل إلقاء كلمة في موسكو، وقدمت له روسيا رحلة لمدة ثلاثة أيام شاملة جميع النفقات. وبصفته ضابط مخابرات عسكرية متقاعد، كان يتعين على فلين الحصول على إذن مسبق من وزارة الدفاع ووزارة الخارجية قبل تلقي أي أموال من حكومات أجنبية؛ ومن الواضح أن فلين لم يسعَ للحصول على هذا الموافقة قبل خطاب قناة روسيا اليوم. وبعد شهرين، في فبراير 2016 عندما كان يتقدم بطلب لتجديد تصريحه الأمني، ذكر أنه لم يتلق أي دخل من شركات أجنبية ولم يكن لديه سوى "اتصال غير جوهري" مع مواطنين أجانب. وأكد غلين أ. فاين القائم بأعمال المفتش العام لوزارة الدفاع، أنه كان يحقق مع فلين.
في 10 نوفمبر 2016، حذر الرئيس أوباما الرئيس المنتخب ترمب من تعيين فلين. وعين ترمب فلين مستشارًا للأمن القومي في 18 نوفمبر 2016، لكن فلين أُجبر على الاستقالة في 13 فبراير 2017، بعد الكشف عن أنه في 29 ديسمبر 2016، وهو اليوم الذي أعلن فيه أوباما عن فرض عقوبات على روسيا، ناقش فلين العقوبات عبر الهاتف مع السفير الروسي سيرجي كيسلياك. وكان فلين قد أقر في وقت سابق بالتحدث إلى كيسلياك لكنه نفى مناقشة العقوبات.
في 2 مارس 2017، أفادت صحيفة نيويورك تايمز بأن فلين وكوشنر التقيا بكيسلياك في ديسمبر 2016 لإنشاء خط اتصال سري (قناة خلفية) بين إدارة ترمب والحكومة الروسية. وفي مايو 2017، ورد كذلك أن كوشنر وفلين طلبا من الروس في اجتماع ديسمبر المذكور إنشاء قناة اتصالات مشفرة ومباشرة مع موسكو، حتى يتمكن فلين من التحدث مباشرة إلى المسؤولين العسكريين الروس بشأن سوريا ومسائل أخرى دون علم وكالات الاستخبارات الأمريكية. وكان كيسلياك مترددًا في السماح للأمريكيين بالوصول إلى شبكة الاتصالات الآمنة الروسية، ولم يتم إنشاء مثل هذه القناة بالفعل.
في 31 مايو 2017، أصدرت لجنة الاستخبارات بمجلس النواب مذكرات استدعاء لفلين للإدلاء بشهادته وتقديم وثائق شخصية وسجلات تجارية. وفي 13 سبتمبر، ذكرت صحيفة وول ستريت جورنال أن فلين روّج لمشروع محطة نووية في الشرق الأوسط بمليارات الدولارات تدعمه روسيا أثناء عمله في البيت الأبيض. وتضمن المشروع بناء 40 مفاعلًا نوويًا في جميع أنحاء الشرق الأوسط، مع توفير الأمن من قبل روسوبورون، وهي شركة روسية مملوكة للدولة لتصدير الأسلحة تخضع لعقوبات أمريكية. وفي 15 سبتمبر، ذكرت بزفيد أن فلين وكوشنر وبانون التقوا سرًا بالملك عبد الله الثاني ملك الأردن في 5 يناير 2017 للضغط من أجل مشروع محطة الطاقة النووية.
في 1 ديسمبر 2017، أقر فلين بأنه مذنب بالكذب على مكتب التحقيقات الفيدرالي  وحصل لاحقًا على عفو من ترمب.

### جيف سيشينز

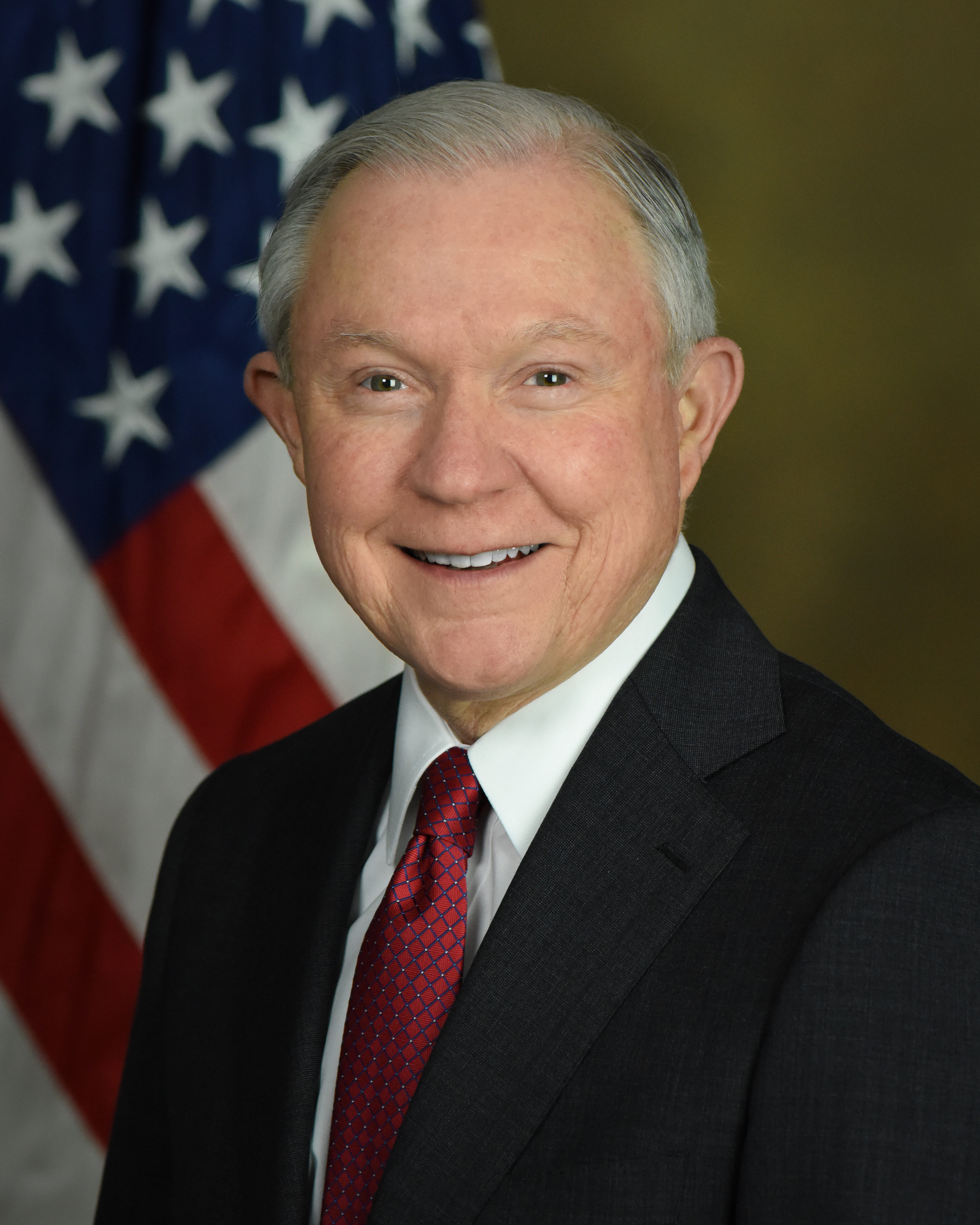
النائب العام جيف سيشنز

حقق المحامي الخاص في الشؤون المالية لكوشنر وأنشطته التجارية واجتماعاته مع المصرفي الروسي سيرجي غوركوف والسفير الروسي سيرجي كيسلياك.
في أبريل 2017، أُفيد بأن جاريد كوشنر، صهر دونالد ترمب وكبير مستشاريه، لم يكشف في طلبه للحصول على تصريح أمني سري للغاية عن اجتماعات عديدة مع مسؤولين أجانب، بمن فيهم سيرجي كيسلياك وسيرجي غوركوف، رئيس البنك الروسي المملوك للدولة فينشيكونومبانك. ووصف محامو كوشنر عمليات الإغفال بأنها "خطأ". وقال بنك فينشيكونومبانك إن الاجتماع كان ذا صلة بالأعمال التجارية، فيما يتعلق بإدارة كوشنر لشركات كوشنر. وذكرت إدارة ترمب أنه كان اجتماعًا دبلوماسيًا.
ووفقًا لمسؤولين أمريكيين، يعتقد المحققون أن كوشنر لديه معلومات مهمة فيما يتعلق بتحقيق مكتب التحقيقات الفيدرالي. وفي منتصف ديسمبر 2016، عندما كان ترمب "على خلاف علني مع وكالات الاستخبارات الأمريكية"، التقى كوشنر لمدة ثلاثين دقيقة مع المصرفي الروسي سيرجي ن. غوركوف، "الذي كانت مؤسسته المالية متشابكة بعمق مع المخابرات الروسية" ويخضع "لعقوبات من قبل الولايات المتحدة". وبحلول أواخر مايو 2017، كان الاجتماع "يخضع لتدقيق متزايد" من قبل لجنة الاستخبارات بمجلس الشيوخ، حيث قال "مسؤولون أمريكيون حاليون وسابقون" "إنه ربما كان جزءًا من جهد بذله السيد كوشنر لإنشاء خط مباشر مع السيد بوتين خارج القنوات الدبلوماسية المعمول بها".

### أنطوني سكاراموتشي
في يوليو 2017، شارك أنثوني سكاراموتشي، وهو عضو في حملة ترمب والذي عُيِّن مديرًا للاتصالات في البيت الأبيض، في مناقشات حول استثمارات مشتركة بين شركته وصندوق حكومي روسي خاضع للعقوبات. التقى سكاراموتشي بكيريل ديميترييف، رئيس صندوق الاستثمار المباشر الروسي، وهو صندوق استثماري حكومي بقيمة 10 مليارات دولار يخضع لعقوبات من حكومة الولايات المتحدة. وأكد سكاراموتشي وقوع الاجتماع، قائلًا إنه "عرف" ديميترييف "منذ فترة طويلة"، وانتقد العقوبات الأمريكية باعتبارها غير فعالة. وفي يونيو 2017، نشرت شبكة سي إن إن قصة حول تحقيق مزعوم في الكونجرس بشأن علاقة سكاراموتشي بالصندوق. وسُحبت القصة بسرعة لأنها "ليست صلبة بما يكفي للنشر كما هي"، وأدت إلى استقالة ثلاثة من موظفي سي إن إن.

### جيف سيشينز
في مارس 2017، كُشف أنه عندما كان السيناتور الأمريكي جيف سيشنز لا يزال في منصبه، وهو من أوائل المؤيدين البارزين لحملة ترمب، تحدث مرتين مع السفير الروسي كيسلياك قبل الانتخابات - مرة في يوليو 2016 ومرة في سبتمبر 2016. وفي جلسة تأكيد تعيينه في 10 يناير ليصبح مدعيًا عامًا، ذكر أنه لم يكن على علم بأي اتصالات بين حملة ترمب والحكومة الروسية، مضيفًا أنه "لم يتواصل مع الروس". وفي 1 مارس 2017، صرح بأن إجابته لم تكن مضللة، موضحًا أنه "لم يلتق قط بأي مسؤولين روس لمناقشة قضايا الحملة". وفي 2 مارس 2017، بعد اجتماعه مع كبار المسؤولين المهنيين في وزارة العدل، أعلن سيشنز أنه سيتنحى عن أي تحقيقات في تدخل روسيا في الانتخابات الرئاسية لعام 2016. وفي مثل هذه التحقيقات، شغل نائب المدعي العام رود روزنستاين منصب القائم بأعمال المدعي العام. وفي 23 يناير 2018، ذكرت صحيفة نيويورك تايمز أن فريق مولر أجرى مقابلة مع سيشنز في الأسبوع السابق.

### ريكس تيلرسون
شغل الرئيس التنفيذي السابق لشركة إكسون موبيل ريكس تيلرسون، الذي عينه الرئيس ترمب وزيرًا للخارجية، علاقات وثيقة مع روسيا وفلاديمير بوتين. أدار حساب روسيا في شركة إكسون موبيل، وعُين رئيسًا تنفيذيًا لشركة إكسون في عام 2006 إلى حد كبير بفضل قوة علاقاته الروسية. في عام 2011، أبرم تيلرسون صفقة كبرى مع روسيا وشركة النفط الحكومية التابعة لها روسنفت، مما منح شركة إكسون موبيل حق الوصول إلى موارد النفط في القطب الشمالي الروسي. تقديرًا لذلك، مُنح تيلرسون وسام الصداقة الروسي، وهو أعلى وسام تمنحه روسيا للمواطنين الأجانب. عرف تيلرسون بوتين منذ عمله في روسيا خلال التسعينيات، ووفقًا لما ذكره جون هامر، "أمضى وقتًا تفاعليًا مع فلاديمير بوتين أكثر من أي أمريكي آخر باستثناء هنري كيسنجر".

## أعضاء حملة ترمب

### مايكل آر كابوتو
عمل مايكل آر كابوتو الاستشاري الجمهوري للعلاقات العامة والإعلام، لدى شركة غازبروم في روسيا، وعمل لاحقًا مستشارًا في حملة ترمب. عاش كابوتو في روسيا منذ عام 1994 حتى عام 2000، حيث عمل لدى شركة غازبروم-ميديا، وفي نهاية تلك الفترة تعاقد مع غازبروم للقيام بأعمال علاقات عامة تهدف إلى رفع مستوى دعم فلاديمير بوتين في الولايات المتحدة. عاد إلى الولايات المتحدة حيث أقنعه مرشده السابق روجر ستون بالانتقال إلى ميامي بيتش، فلوريدا؛ وهناك أسس كابوتو شركة استشارات إعلامية. انتقل كابوتو مرة أخرى إلى أوروبا في عام 2007 أثناء تقديم المشورة للحملة الانتخابية لسياسي للبرلمان في أوكرانيا. عمل كابوتو مديرًا لحملة كارل بالادينو في انتخابات حاكم ولاية نيويورك عام 2010. تولى كابوتو مسؤولية اتصالات حملة ترمب للانتخابات التمهيدية للحزب الجمهوري في ولاية نيويورك منذ حوالي نوفمبر 2015 حتى أبريل 2016، ثم غادر الحملة في صيف عام 2016. في تحقيق أجرته لجنة الاستخبارات بمجلس النواب كجزء من تحقيقها في التدخل الروسي في الانتخابات الرئاسية الأمريكية لعام 2016، نفى كابوتو وجود صلات له بالحكومة الروسية أثناء عمله في حملة ترمب. في 18 يونيو 2018، اعترف كابوتو في مقابلة مع شبكة سي إن إن بأنه أخبر تحقيق مولر عن اتصالاته مع هنري غرينبيرغ، وهو روسي زعم أن لديه معلومات حول هيلاري كلينتون، على عكس ما قاله للجنة الاستخبارات بمجلس النواب في عام 2017. عدّل كابوتو منذ ذلك الحين شهادته في تحقيق لجنة الاستخبارات بمجلس النواب المغلقة الآن لتعكس اتصاله بهنري غرينبيرغ.

### بول مانافورت
في 14 فبراير 2017 ذكرت صحيفة نيويورك تايمز أن بول مانافورت أجرى اتصالات متكررة مع كبار مسؤولي المخابرات الروسية خلال عام 2016. صرح مانافورت بأنه لم يلتق عن علم بأي من مسؤولي المخابرات الروسية. تُظهر الاتصالات التي تم اعتراضها خلال الحملة أن المسؤولين الروس كانوا يعتقدون أنه بإمكانهم استخدام مانافورت للتأثير على ترمب. في 2 يونيو 2017 تولى المحامي الخاص روبرت مولر التحقيق الجنائي في قضية مانافورت،  والذي سبق انتخابات عام 2016 وتحقيق مكافحة التجسس الذي بدأ في يوليو 2016 في التحقيق في احتمال تواطؤ بين موسكو ومقربين من ترمب. أُجبر مانافورت على الاستقالة من منصب رئيس حملة ترمب في أغسطس 2016 وسط تساؤلات حول تعاملاته التجارية في أوكرانيا قبل سنوات. في 18 سبتمبر 2017 ذكرت شبكة سي إن إن أن مكتب التحقيقات الفيدرالي تنصت على مكالمات مانافورت منذ عام 2014 حتى تاريخ غير محدد في عام 2016 ومرة أخرى من خريف عام 2016 حتى أوائل عام 2017، بموجب أمرين منفصلين من محكمة قانون مراقبة الاستخبارات الأجنبية (FISA). لم يتم التأكد من اعتراض محادثات ترمب مع مانافورت كجزء من هذه المراقبة. أكدت شبكة سي إن إن أيضًا أنه "تم تزويد فريق مولر ... بتفاصيل هذه الاتصالات".
في أكتوبر 2017 وجهت هيئة محلفين اتحادية كبرى لائحة اتهام إلى مانافورت وأُلقي القبض عليه بتهم جنائية تضمنت التآمر وغسل الأموال وعدم التسجيل كعميل لقوة أجنبية والإدلاء ببيانات كاذبة. نشأت التهم من عمله الاستشاري لحكومة موالية لروسيا في أوكرانيا ولا تتعلق بحملة ترمب. دفع مانافورت ببراءته ووُضع قيد الإقامة الجبرية. في 22 فبراير 2018، وُجهت إلى مانافورت 32 تهمة اتحادية تضمنت التهرب الضريبي وغسل الأموال والاحتيال فيما يتعلق بجماعات الضغط الأجنبية قبل وأثناء وبعد حملة 2016. في اليوم التالي، وبعد اعتراف ريك جيتس بذنبه في بعض التهم، وُجهت إليه تهمتان إضافيتان تتعلقان بالضغط المؤيد لروسيا في الولايات المتحدة.
في 14 سبتمبر أبرم مانافورت صفقة إقرار بالذنب مع المدعين، حيث اعترف بذنبه في تهمة التآمر ضد الولايات المتحدة وتهمة التآمر لعرقلة العدالة، بينما وافق أيضًا على التعاون مع تحقيق المستشار الخاص. ذكر مكتب مولر في ملف للمحكمة بتاريخ 26 نوفمبر 2018 أنه بينما كان من المفترض أن يتعاون، كذب مانافورت مرارًا وتكرارًا بشأن مجموعة متنوعة من الأمور، مما أدى إلى خرق شروط اتفاق الإقرار بالذنب. في 7 ديسمبر 2018 قدم مكتب المستشار الخاص وثيقة إلى المحكمة يسرد فيها خمسة مجالات يقولون إن مانافورت كذب بشأنها عليهم. في يناير 2019 قدم محامو مانافورت ملفًا إلى المحكمة ردًا على هذا الاتهام. من خلال خطأ في التنقيح، كشفت الوثيقة عن طريق الخطأ أنه بينما كان رئيسًا للحملة، التقى مانافورت مع كونستانتين كيليمنيك، الذي يُعتقد أنه مرتبط بالمخابرات الروسية. يذكر الملف أن مانافورت قدم له بيانات استطلاعية تتعلق بحملة 2016 وناقش معه خطة سلام أوكرانية.

### ريك جيتس
كان ريك جيتس الشريك التجاري القديم والمحمي لبول مانافورت عضوًا بارزًا في حملة ترمب. استمر في العمل لصالح ترمب بعد استقالة مانافورت وانتخاب ترمب رئيسًا، ولكن في أبريل 2017 أُجبر على الاستقالة من مجموعة ضغط مؤيدة لترمب "وسط تساؤلات جديدة حول التدخل الروسي في انتخابات 2016". أظهرت سجلات راجعتها صحيفة نيويورك تايمز أن جيتس عقد اجتماعات في موسكو مع شركاء لرجل الأعمال الروسي أوليغ ديريباسكا، وأن "اسمه يظهر في وثائق مرتبطة بشركات وهمية أنشأتها شركة السيد مانافورت في قبرص لتلقي مدفوعات من سياسيين ورجال أعمال في أوروبا الشرقية". عمل جيتس مع مانافورت للترويج لفيكتور يانوكوفيتش والفصائل الموالية لروسيا في أوكرانيا. كان ديريباسكا أكبر مستثمر في ديفيس مانافورت، وهي شركة ضغط واستثمار وظفت جيتس.
في أكتوبر 2017 وجهت هيئة محلفين اتحادية كبرى لائحة اتهام إلى جيتس وأُلقي القبض عليه بتهم جنائية تضمنت التآمر وغسل الأموال وعدم التسجيل كعميل لقوة أجنبية والإدلاء ببيانات كاذبة. نشأت التهم من عمله الاستشاري للحكومة الموالية لروسيا في أوكرانيا ولا تتعلق بحملة ترمب. دفع جيتس ببراءته ووُضع قيد الإقامة الجبرية. في 22 فبراير 2018، وُجهت إلى جيتس 38 تهمة اتحادية تضمنت التهرب الضريبي وغسل الأموال والاحتيال فيما يتعلق بجماعات الضغط الأجنبية قبل وأثناء وبعد حملة 2016. في اليوم التالي، أقر جيتس بذنبه في الإدلاء ببيانات كاذبة لمكتب التحقيقات الفيدرالي والتآمر للاحتيال على الولايات المتحدة ووافق على التعاون مع تحقيق مولر. كان من المقرر أن تبقى المجموعة الثانية من لوائح الاتهام معلقة بانتظار تعاون جيتس ومساعدته في تحقيق مولر.

### كارتر بيج
في مقابلة في مارس 2016 حدد ترمب كارتر بيج، الذي كان يعمل سابقًا مصرفيًا استثماريًا في موسكو، كمستشار للسياسة الخارجية في حملته. أصبح بيج مستشارًا للسياسة الخارجية لترمب في فصل الصيف عام 2016. خلال التحقيق في التدخل الروسي في انتخابات الولايات المتحدة لعام 2016، برزت اتصالات بيج السابقة مع الروس إلى العلن. في عام 2013 التقى بيج مع فيكتور بودوبني، الذي كان آنذاك ملحقًا مبتدئًا في البعثة الدائمة للاتحاد الروسي لدى الأمم المتحدة، في مؤتمر للطاقة، وزوده بوثائق حول صناعة الطاقة في الولايات المتحدة. قال بيج لاحقًا إنه قدم فقط "معلومات أساسية غير جوهرية ووثائق بحثية متاحة للجمهور" إلى بودوبني.
اتهمت السلطات الأمريكية بودوبني لاحقًا بأنه واحد من مجموعة مكونة من ثلاثة رجال روس بتهمة المشاركة في شبكة تجسس روسية. تمتع بودوبني وأحد الرجال الآخرين بحصانة دبلوماسية من الملاحقة القضائية؛ واعترف رجل ثالث، كان يتجسس لصالح روسيا تحت غطاء غير دبلوماسي، بالتآمر للعمل كعميل أجنبي غير مسجل وحُكم عليه بالسجن. حاول الرجال تجنيد بيج للعمل لدى جهاز المخابرات الروسي. استجوب مكتب التحقيقات الفيدرالي بيج في عام 2013 كجزء من تحقيق في شبكة التجسس، لكنه قرر أنه لم يكن يعلم أن الرجل كان جاسوسًا، ولم يتهم بيج بارتكاب أي مخالفات قط. كان بيج موضوعًا لأربعة أوامر بموجب قانون مراقبة الاستخبارات الأجنبية، كان أولها في عام 2014، أي قبل عامين على الأقل مما أشير إليه في القصص المتعلقة بدوره في الحملة الرئاسية لدونالد ترمب عام 2016. أشارت التقارير الإخبارية لعام 2017 حول الأمر بأنه صدر بسبب علاقات بيج ببورياكوف وبودوبني والروسي الثالث الذي حاول تجنيده، إيغور سبوريشيف.
أُبعد بيج من فريق ترمب بعد ورود تقارير تفيد بأنه كان قيد التحقيق من قبل السلطات الفيدرالية. حصل مكتب التحقيقات الفيدرالي ووزارة العدل على أمر بموجب قانون مراقبة الاستخبارات الأجنبية لمراقبة اتصالات بيج خلال شهر أكتوبر 2016، بعد أن قدما حجتهما بوجود سبب محتمل للاعتقاد بأن بيج كان يعمل كعميل لقوة أجنبية. صرح بيج لصحيفة واشنطن بوست بأنه يعتبر ذلك "مراقبة حكومية غير مبررة وذات دوافع سياسية". وفقًا لمذكرة نونيس، جُدد الأمر القضائي الذي مدته 90 يومًا ثلاث مرات.
في فبراير 2017، صرح بيج بأنه لم يعقد أي اجتماعات مع مسؤولين روس خلال عام 2016، لكنه بعد يومين لم ينفِ اجتماعه مع السفير الروسي سيرجي كيسلياك خلال المؤتمر الوطني للحزب الجمهوري لعام 2016 في كليفلاند. جاءت رواية بيج المنقحة بعد أن كشفت تقارير إخبارية أن المدعي العام جيف سيشنز التقى كذلك بكيسلياك. في مارس 2017، استدعت لجنة الاستخبارات بم مجلس الشيوخ بيج للتحقيق في الروابط بين حملة ترمب والحكومة الروسية. في 9 مارس 2017 نأت هوب هيكس المتحدثة باسم ترمب بالحملة عن بيج، مصرحة بأن بيج كان "مستشارًا غير رسمي للسياسة الخارجية" و"لا يتحدث باسم السيد ترمب أو الحملة".
في سبتمبر 2017 رفع بيج دعوى قضائية بتهمة التشهير ضد شركة شركة أوث للإعلام. بسبب تقارير منافذها الإعلامية عن اجتماعاته المزعومة مع مسؤولين روس. رُفضت الدعوى في مارس 2018 لافتقارها إلى اتهامات واقعية بالتشهير. في 11 فبراير 2021، خسر بيج دعوى تشهير كان قد رفعها ضد ياهو نيوز وهافينغتون بوست بسبب مقالاتهما التي وصفت أنشطته المذكورة في ملف ستيل. قال القاضي إن بيج اعترف بأن المقالات حول اتصالاته المحتملة مع مسؤولين روس كانت صحيحة بشكل أساسي.
في يناير 2021 حُكم على محامي مكتب التحقيقات الفيدرالي، كيفن كلاينسميث، بالإفراج تحت المراقبة بتهمة "الإدلاء ببيان كاذب"  عن طريق التعديل المتعمد لبريد إلكتروني داخلي لمكتب التحقيقات الفيدرالي فيما يتعلق بطلب قانون مراقبة الاستخبارات الأجنبية لمواصلة المراقبة الحكومية على المسؤول السابق في حملة ترمب كارتر بيج في عامي 2016 و2017.

### جورج بابادوبولوس
أقر جورج بابادوبولوس، من شيكاغو، إلينوي، بذنبه في 5 أكتوبر 2017، بالإدلاء ببيانات كاذبة لعملاء مكتب التحقيقات الفيدرالي، في انتهاك للمادة 1001 من قانون الولايات المتحدة رقم 18. كُشف عن القضية في 30 أكتوبر 2017. في مارس 2016، أرسل جورج بابادوبولوس، مستشار السياسة الخارجية في حملة ترمب، رسالة بريد إلكتروني إلى سبعة من مسؤولي الحملة بعنوان "اجتماع مع القيادة الروسية - بما في ذلك بوتين"، وعرض ترتيب "اجتماع بيننا وبين القيادة الروسية لمناقشة العلاقات الأمريكية الروسية في ظل الرئيس ترمب". اعترض سام كلوفيس وتشارلز كوبيك، المستشاران في حملة ترمب، على هذا الاجتماع المقترح. في مايو 2016، راسل إيفان تيموفييف، المسؤول في مجلس الشؤون الدولية الروسي، بابادوبولوس عبر البريد الإلكتروني بشأن ترتيب اجتماع مع ترمب ومسؤولين روس في موسكو. أحال بابادوبولوس البريد الإلكتروني إلى بول مانافورت، الذي رد قائلاً: "نحن بحاجة إلى شخص ما ليبلغ بأن [ترمب] لا يقوم بهذه الرحلات".
أُلقي القبض على بابادوبولوس في يوليو 2017 وتعاون لاحقًا مع تحقيق المستشار الخاص روبرت مولر. في أكتوبر 2017، أقر بذنبه في تهمة واحدة تتعلق بالإدلاء ببيان كاذب لمحققي مكتب التحقيقات الفيدرالي. كان الإقرار بالذنب جزءًا من صفقة الإقرار بالذنب التي وافق فيها على التعاون مع الحكومة و"تقديم معلومات بشأن أي وجميع الأمور التي تعتبرها الحكومة ذات صلة".
لاحقًا، في 7 سبتمبر 2018، حُكم على بابادوبولوس بالسجن لمدة 14 يومًا، والإفراج تحت إشراف لمدة 12 شهرًا، و200 ساعة من الخدمة المجتمعية، وغُرّم مبلغ 9,500 دولار. أصدر ترمب لاحقًا عفوًا عنه في ديسمبر 2020.

### روجر ستون
قال روجر ستون المستشار السابق لدونالد ترمب والذي يصف نفسه بأنه مخادع سياسي، في مارس 2017 إنه كان على اتصال خلال أغسطس 2016 مع غوتشيفر 2.0، وهو شخصية هاكر ادعت علنًا مسؤوليتها عن عملية اختراق واحدة على الأقل للجنة الوطنية الديمقراطية، ويُعتقد أن المخابرات الروسية هي التي تقف وراءه. في ملف قُدم عام 2019، زعم المدعون أن ستون تواصل مع ويكيليكس، وطلب تفاصيل حول نطاق المعلومات المسروقة من الحزب الديمقراطي. قبل الانتخابات مباشرة، اتهمت حملة كلينتون ستون بمعرفة مسبقة بعمليات الاختراق، بعد أن كتب على منصة إكس"ثقوا بي، سيأتي قريبًا [كذا] دور آل بوديستا في البرميل" قبل وقت قصير من نشر ويكيليكس رسائل البريد الإلكتروني الخاصة ببوديستا. ادعى ستون أنه كان يشير في الواقع إلى تقارير عن علاقات مجموعة بوديستا الخاصة بروسيا. في بيانه الافتتاحي أمام اللجنة الدائمة المختارة بمجلس النواب الأمريكي للاستخبارات في 26 سبتمبر 2017، كرر ستون هذا التوضيح: "لاحظوا أن تغريدتي في 21 أغسطس 2016 لم تذكر بريد السيد بوديستا الإلكتروني على الإطلاق، لكنها توقعت بدقة أن الأنشطة التجارية للأخوين بوديستا في روسيا ... ستخضع للتدقيق العام". ورد أن ستون صرح على انفراد لبعض الزملاء الجمهوريين بأنه تواصل مع جوليان أسانج في مناسبة واحدة على الأقل، على الرغم من أن ستون ومحاميه نفيا ذلك منذ ذلك الحين. وبدلًا من ذلك، "أوضح ستون ... أن الاثنين لديهما صديق صحفي مشترك"، والذي سمّاه ستون في النهاية راندي كريديكو.
في 25 يناير 2019 أُلقي القبض على ستون في منزله في فورت لودرديل بولاية فلوريدا فيما يتعلق بتحقيق المستشار الخاص لروبرت مولر ووُجهت إليه تهم في لائحة اتهام بالتلاعب بالشهود وعرقلة إجراء رسمي وخمس تهم بالإدلاء ببيانات كاذبة. دفع ببراءته ونفى ارتكاب أي مخالفات في مقابلات صحفية. أُدين ستون بجميع التهم السبع في 15 نوفمبر 2019،  وكان من المقرر أن يُصدر الحكم بحقه في فبراير 2020. خفف ترمب لاحقًا الحكم الصادر بحقه.

### دونالد ترمب جونيور
في مايو 2016 التقى دونالد ترمب الابن مع ألكسندر تورتشين وماريا بوتينا في عشاء برعاية الاتحاد القومي للأسلحة. عمل كل من تورتشين وبوتينا للتوسط في اجتماع سري بين المرشح آنذاك ترمب والرئيس الروسي بوتين.
في 9 يونيو 2016 عقد دونالد ترمب الابن وجاريد كوشنر وبول مانافورت اجتماعًا مع المحامية الروسية ناتاليا فيسيلنيتسكايا بعد أن وُعدوا بمعلومات عن هيلاري كلينتون. صرح ترمب الابن لصحيفة نيويورك تايمز بأن الاجتماع كان حول قانون ماغنيتسكي. في رسائل بريد إلكتروني تقترح الاجتماع، لم يذكر وكيل الدعاية روب غولدستون قانون ماغنيتسكي ووعد بدلًا من ذلك "بوثائق ومعلومات من شأنها تجريم هيلاري" كـ "جزء من دعم روسيا وحكومتها للسيد ترمب"، وهو ما رد عليه دونالد ترمب الابن قائلاً: "إذا كان الأمر كما تقول، فأنا أحبه".
في 9 أكتوبر 2017 ذكرت شبكة سي إن إن أن سكوت إس. بالبر، المحامي السابق لدونالد ترمب والمحامي الحالي للملياردير أراس أغالاروف، حصل على مذكرة من فيسيلنيتسكايا أظهرت أن تركيزها في الاجتماع كان على إلغاء عقوبات قانون ماغنيتسكي، "وليس تقديم معلومات تضر كلينتون". لاحقًا نشرت مجلة فورين بوليسي المذكرة الكاملة التي أخذتها إلى الاجتماع.

## شركاء ترمب في الأعمال

### مايكل كوهين
في 30 مايو 2017 ومع توسع التحقيقات في التدخل الروسي المزعوم في الانتخابات الأمريكية، طلبت اللجان الكونغرسية في مجلسي النواب والشيوخ من المحامي الشخصي للرئيس دونالد ترمب مايكل كوهين الذي كان أحد أقرب المقربين لترمب،  تقديم معلومات وشهادة حول أي اتصالات أجراها مع أشخاص مرتبطين بالكرملين.
في 31 مايو 2017 أصدرت لجنة الاستخبارات بمجلس النواب مذكرة استدعاء لكوهين للإدلاء بشهادته وتقديم وثائق شخصية وسجلات تجارية.
حقق مكتب التحقيقات الفيدرالي في تلقي كوهين أموالًا في حساب شركة وهمية من شركة مرتبطة برجل الأعمال الروسي فيكتور فيكسيلبيرغ.

## أنصار ترمب

### نايجل فاراج
في 1 يونيو 2017 ذكرت صحيفة الغارديان أن نايجل فاراج الزعيم السابق لحزب استقلال المملكة المتحدة وأحد أوائل الشخصيات السياسية غير الأمريكية التي التقت بترمب بعد الانتخابات، كان شخصًا مهمًا في تحقيق مكتب التحقيقات الفيدرالي، وهو ما نفاه فاراج. كان فاراج قد التقى سابقًا بالسفير الروسي لدى المملكة المتحدة ألكسندر ياكوفينكو وروجر ستون وجوليان أسانج، ونُقل عن مصدر صحيفة الغارديان قوله: "إذا قمت بتثليث روسيا وويكيليكس وأسانج ومساعدي ترمب، فإن الشخص الذي يظهر بأكبر عدد من النتائج هو نايجل فاراج".

### أندريه نيكولاييف
عمل أندريه نيكولاييف نجل رجل الأعمال الروسي الملياردير كونستانتين نيكولاييف الذي قدم دعمًا ماليًا للعميلة الأجنبية ماريا بوتينا من عام 2012 إلى عام 2014، في مقر حملة ترمب وكان في فندق ترمب إنترناشيونال في واشنطن العاصمة خلال حفل تنصيب ترمب في يناير 2017.

### اريك برنس
في 3 أبريل 2017 ذكرت صحيفة واشنطن بوست أنه حوالي 11 يناير 2017، أي قبل تسعة أيام من تنصيب دونالد ترمب، التقى إريك برينس مؤسس شركة بلاك ووتر الأمنية، سرًا مع روسي مجهول كان مقربًا من فلاديمير بوتين في سيشل. صرحت إدارة ترمب بأنها "ليست على علم بأي اجتماعات" وقالت إن برينس لم يشارك في انتقال ترمب للسلطة. وفقًا لمسؤولين أمريكيين وأوروبيين وعرب، رتبت دولة الإمارات العربية المتحدة الاجتماع وكان الغرض منه هو إنشاء قناة اتصال خلفية بين ترمب وبوتين. ورد أن الإمارات ومساعدي ترمب حاولوا إقناع روسيا بالحد من دعمها لإيران وسوريا. يبدو أيضًا أن برينس تربطه علاقات وثيقة بكبير مستشاري ترمب، ستيفن بانون. عُقد اجتماع سيشيل بعد اجتماعات سابقة في نيويورك بين مساعدي ترمب ومسؤولين من روسيا والإمارات، في حين كانت الاتصالات الرسمية بين إدارة ترمب وعملاء روس تخضع لتدقيق مكثف من قبل الصحافة ومجتمع الاستخبارات الأمريكي. صرح مسؤولون أمريكيون بأن مكتب التحقيقات الفيدرالي يحقق في اجتماع سيشيل؛ ورفض مكتب التحقيقات الفيدرالي التعليق. أكد اثنان من مسؤولي الاستخبارات لشبكة إن بي سي نيوز وقوع اجتماع سيشيل. وأيد أحدهما رواية صحيفة واشنطن بوست، لكنه قال إنه ليس من الواضح ما إذا كانت مبادرة ترتيب الاجتماع جاءت من الإمارات العربية المتحدة أو من مساعدي ترمب وإنه لم يشارك أي من أفراد فريق انتقال ترمب بشكل مباشر. وقال مسؤول ثان إن الاجتماع كان يدور حول "سياسة الشرق الأوسط، لتغطية اليمن وسوريا والعراق وإيران" وليس روسيا.
قال المتحدث باسم برينس: "لم يكن لإريك أي دور في فريق الانتقال، هذا تلفيق كامل. لم يكن للاجتماع أي علاقة بالرئيس ترمب. لماذا يعبث مجتمع الاستخبارات الذي يُفترض أنه يعاني من نقص الموارد بمراقبة المواطنين الأمريكيين بينما يجب أن يكونوا منشغلين بمطاردة الإرهابيين؟" ووصف مسؤول كبير في إدارة ترمب قصة وجود قناة اتصال خلفية بين ترمب وبوتين بأنها "سخيفة".
ذكرت صحيفة نيويورك تايمز في 19 مايو 2018 أن دونالد ترمب الابن التقى مع الوسيط جورج نادر وإريك برينس وجويل زامل في برج ترمب في 3 أغسطس 2016. ورد أن نادر أخبر ترمب الابن أن وليي عهد المملكة العربية السعودية ودولة الإمارات العربية المتحدة كانا حريصين على مساعدة والده في الفوز بالانتخابات، وقدم زامل عرضًا لحملة تلاعب على وسائل التواصل الاجتماعي. ورد أن ترمب الابن رد بشكل إيجابي وعقد نادر لاحقًا اجتماعات متكررة مع ستيف بانون ومايكل فلين وجاريد كوشنر. ذكرت صحيفة التايمز أن برينس رتب اجتماع أغسطس 2016؛ وكان برينس قد صرح في شهادته أمام لجنة الاستخبارات بمجلس النواب في 30 نوفمبر 2017 بأنه لم يكن لديه اتصالات أو تواصل رسمي، ولا أي دور غير رسمي، مع حملة ترمب.

## تحقيقات مكتب التحقيقات الفيدرالي ولجنة الاستخبارات في الكونجرس
بدأت تحقيقات مكتب التحقيقات الفيدرالي في أواخر يوليو 2016. في مايو 2017، عُيّن مدير مكتب التحقيقات الفيدرالي السابق روبرت مولر مستشارًا خاصًا في توسيع لتحقيقات مكتب التحقيقات الفيدرالي. كذلك أجرت لجنة الاستخبارات بمجلس الشيوخ،  ولجنة الاستخبارات بمجلس النواب تحقيقات.

وصفت لجنة الاستخبارات بمجلس الشيوخ مخاوفها بشأن الاجتماعات السرية:
أخيرًا، يُظهر تقرير اللجنة الحزبي أن حملة انتقال ترمب، بعد فترة وجيزة من يوم الانتخابات في عام 2016، لم تستجب لتدخل روسيا في الانتخابات من خلال دعم إجراءات عقابية، بل عقدت سلسلة من الاجتماعات والاتصالات السرية مع ممثلين روس عملت على تقويض جهود الإدارة المنتهية ولايتها لمحاسبة روسيا. إن انفتاح حملة الانتقال على هذا التواصل الروسي الخاص قبل تولي المنصب، بعد وقت قصير جدًا من تدخل روسيا لصالح ترمب، إلى جانب تشكيك ترمب علنًا في تورط روسيا، أشار إلى عدم وجود نية كبيرة لدى الإدارة القادمة لمعاقبة روسيا على المساعدة التي قدمتها للتو في هجومها غير المسبوق على الديمقراطية الأمريكية.
في مايو 2017، أكد غلين إيه. فاين، القائم بأعمال المفتش العام لوزارة الدفاع، أنه كان يحقق مع مايكل فلين بتهمة تضليل محققي البنتاغون بشأن دخله من شركات في روسيا واتصالاته مع مسؤولين هناك عندما تقدم بطلب لتجديد تصريحه الأمني السري للغاية. في أكتوبر 2017، وُجهت لائحة اتهام إلى بول مانافورت وريك جيتس وأُلقي القبض عليهما. أقر جورج بابادوبولوس وفلين بذنبهما بالكذب على مكتب التحقيقات الفيدرالي خلال التحقيق في التدخل الروسي. قضى بابادوبولوس فترة عقوبته. أصدر الرئيس ترمب عفوًا عن فلين بعد قرار وزارة العدل بإسقاط التهم، لكن القاضي إيميت سوليفان أرجأ الموافقة على الرفض.
بعد 22 شهرًا من التحقيق، قدم المستشار الخاص روبرت مولر تقريره إلى وزارة العدل في 22 مارس 2019. "لم يثبت التحقيق أن أعضاء حملة ترمب تآمروا أو نسقوا مع الحكومة الروسية في أنشطة تدخلها في الانتخابات".

## تقارير إعلامية
ذكرت صحيفة نيويورك تايمز في 14 فبراير 2017 أن سجلات الهاتف واعتراضات الاتصالات أظهرت أن مساعدي ترمب - بمن فيهم أعضاء حملة ترمب - أجروا "اتصالات متكررة" مع كبار مسؤولي المخابرات الروسية خلال حملة عام 2016. وكان بول مانافورت هو مساعد ترمب الوحيد الذي ذُكر تحديدًا على أنه شارك في هذه الاتصالات. في شهادة أمام الكونجرس في يونيو التالي، صرح مدير مكتب التحقيقات الفيدرالي السابق جيمس كومي، فيما يتعلق بتقرير صحيفة نيويورك تايمز، "في المجمل لم يكن الأمر صحيحًا". ذكرت صحيفة التايمز أنه خلال الأشهر الفاصلة، استمرت مصادرها في الاعتقاد بأن التقرير كان "قويًا". في يوليو 2020 نشرت اللجنة القضائية بمجلس الشيوخ ملاحظات كُتبت بالتزامن مع تقرير التايمز لرئيس قسم مكافحة التجسس بمكتب التحقيقات الفيدرالي بيتر سترزوك تشير إلى شكه في تقرير التايمز، حيث كتب: "لم نر دليلًا على وجود أي مسؤولين مرتبطين بفريق ترمب على اتصال بضباط المخابرات" و"نحن غير مدركين لأي مستشاري ترمب يشاركون في محادثات مع مسؤولي المخابرات الروسية". على الرغم من ذلك ظلت صحيفة التايمز متمسكة بروايتها، مدعية أن الملاحظات المنشورة لم تقدم تمثيلًا دقيقًا تمامًا لمعرفة سترزوك. ذكرت شبكة سي إن إن في 23 مارس 2017 أن مكتب التحقيقات الفيدرالي كان يفحص "الاستخبارات البشرية والسفر وسجلات الأعمال والهاتف وحسابات الاجتماعات الشخصية" التي تشير إلى أن مساعدي ترمب ربما نسقوا مع "عملاء روس مشتبه بهم" لنشر معلومات تضر بحملة هيلاري كلينتون. ذكرت شبكة سي إن إن في 19 سبتمبر 2017 أن مانافورت كان هدفًا لتنصت بموجب قانون مراقبة الاستخبارات الأجنبية قبل وبعد انتخابات 2016 - بدءًا من وقت ما بعد أن أصبح موضوعًا لتحقيق مكتب التحقيقات الفيدرالي في عام 2014 - وامتد حتى أوائل عام 2017. أثارت بعض الاتصالات التي تم اعتراضها مخاوف بين المحققين من أن مانافورت طلب مساعدة من الروس للحملة، على الرغم من أن الأدلة كانت غير حاسمة بحسب التقارير. في 30 أبريل 2018 نشرت صحيفة نيويورك تايمز قائمة بأسئلة المقابلة لترمب التي قدمها تحقيق مولر لمحامي الرئيس. كان من بين الأسئلة "ما هي معرفتك بأي تواصل من قبل حملتك، بما في ذلك من قبل بول مانافورت، مع روسيا بشأن المساعدة المحتملة للحملة؟".

## ملف ستيل
يُعتبر "ملف ستيل"، الذي يُعرف أيضًا بـ "ملف ترمب وروسيا"، وثيقة بحثية أعدتها المعارضة السياسية وتتضمن ادعاءات غير مثبتة بشكل قاطع. وقد جرى إعداد هذه الوثيقة خلال الفترة الممتدة من يونيو إلى ديسمبر من عام 2016، وهي تتضمن مزاعم حول سوء سلوك وتآمر وتعاون بين حملة دونالد ترمب الرئاسية والحكومة الروسية قبل وأثناء الانتخابات الرئاسية الأمريكية لعام 2016. وقد تعاملت وسائل الإعلام والمجتمع الاستخباراتي ومعظم الخبراء مع هذا الدليل بحذر شديد نظرًا لما تضمنه من ادعاءات غير مؤكدة، وقد ندد به ترمب ووصفه بالأخبار الكاذبة.
أشار موقع لوفير إلى أن "تحقيق مولر قد أسفر عن توثيق رسمي لأجزاء من الأدلة التي قدمها تقرير ستيل. وحتى في الحالات التي لم تكن فيها التفاصيل دقيقة، فإن الاتجاه العام لتقرير ستيل يظهر أنه موثوق به في ضوء ما استجد من معلومات حول الاتصالات المكثفة بين العديد من الأفراد المرتبطين بحملة دونالد ترمب ومسؤولين بالحكومة الروسية".
وصفت شبكة سي إن إن دور بول مانافورت في تقريرها، مشيرةً إلى اتصالاتٍ تم اعتراضها بين "عملاء روس مشتبه بهم" ناقشوا فيها جهودهم للتعاون مع مانافورت. وتناول النقاش سبل التنسيق لتقديم معلوماتٍ قد تضر بفرص فوز هيلاري كلينتون في الانتخابات. وذكرت الشبكة أن العملاء المشتبه بهم نقلوا ما زعموا أنه محادثات مع مانافورت، حيث شجعهم على الحصول على مساعدة من الروس. وتتوافق عمليات الاعتراض هذه بشكل ملحوظ مع المعلومات الاستخبارية الأولية الواردة في "ملف ستيل". ويشير الدليل إلى أن "التآمر المتطور للتعاون بين [حملة دونالد ترمب] والقيادة الروسية كان يُدار من جانب الحملة من قبل مدير حملة المرشح الجمهوري، بول مانافورت".
كتب ديفيد أ. جراهام، وهو كاتبٌ في ذا أتلانتيك، قائلًا: "ليس بغريبٍ أن يكون ترمب غاضبًا بشأن الدليل، لكن شعارَه القائل: "لم يكن هناك تواطؤ، والجميع، بمن فيهم الديمقراطيون، يعرفون ذلك"، يبدو زائفًا في هذه الأيام. فبينما لا يوجد حتى الآن أي دليلٌ علني يشير إلى ارتكاب جريمةٍ، أو تورطٍ من ترمب، إلا أنه من الواضح أن حملة ترمب والفترة الانتقالية كانتا حريصتين على التعاون مع روسيا، وإبقاء ذلك سرًا".

## طالع أيضًا
- تدخل انتخابي أجنبي
- آي بي 3 الدولية
- التجسس الروسي في الولايات المتحدة
- الجدول الزمني للتدخل الروسي في انتخابات الولايات المتحدة 2016

## وصلات خارجية
- "Joint Statement from the Department Of Homeland Security and Office of the Director of National Intelligence on Election Security". dhs.gov. 7 أكتوبر 2016. مؤرشف من الأصل في 2024-02-05. اطلع عليه بتاريخ 2024-12-28.
- Bredemeier، Ken (31 مايو 2017). "Trump Assails Congressional Probes of His Campaign's Links to Russia". VOA News. مؤرشف من الأصل في 2023-04-05. اطلع عليه بتاريخ 2024-12-28.
- Berkowitz، Bonnie؛ Lu، Denise؛ Vitkovskaya، Julie (23 فبراير 2018). "Here's what we learned about Team Trump's ties to Russian interests". واشنطن بوست. مؤرشف من الأصل في 2024-06-26. اطلع عليه بتاريخ 2022-02-27.
- Crowley، Michael (3 مارس 2017). "All of Trump's Ties to Russia, in 7 Charts". بوليتيكو. مؤرشف من الأصل في 2024-12-10. اطلع عليه بتاريخ 2022-09-28.